# 埃德里茨
埃德里茨（德語：Edderitz，發音：[ˈɛdəʁɪts]）是德国萨克森-安哈尔特州安哈尔特-比特费尔德县曾经的一个市镇，面积10.26平方千米，2012年6月5日人口为1,250人。2010年1月1日，埃德里茨与另外17个市镇合并为新市镇南安哈尔特。